# Macroteleia insignis
Macroteleia insignis är en stekelart som beskrevs av Muesebeck 1977. Macroteleia insignis ingår i släktet Macroteleia och familjen Scelionidae. Inga underarter finns listade i Catalogue of Life.